# أنقليس مولو الثعباني
أنقليس مولو الثعباني (الاسم العلمي: Hemerorhinus heyningi) هو نوع من الأنقليس، يتبع فصيلة الأنقليس الثعباني.